# Sonnenfinsternis vom 8. April 2024
Die totale Sonnenfinsternis vom Montag, 8. April 2024 spielte sich größtenteils über dem Zentralpazifik, Mittelamerika, Nordamerika sowie dem nördlichen Atlantik ab. Das Maximum der Finsternis lag im Nordwesten des mexikanischen Bundesstaates Durango nahe dem Ort Nazas in den Bergen der Sierra Madre Occidental. Die Dauer der totalen Phase lag dort bei 4 Minuten und 28 Sekunden, die Sonne stand 69,8° über dem Horizont.
Die Sonnenfinsternis gehört zum Saroszyklus 139 und ist Nachfolger der Sonnenfinsternis vom 29. März 2006.

## Verlauf
Der Kernschatten erreichte die Erde zuerst im westlichen Pazifik bei 158° 17′ westlicher Länge und 7° 48′ südlicher Breite um 16h 40m UT. Auf seinem Weg nach Nordosten traf er erst nach 74 Minuten an den ca. 400 km vor der mexikanischen Küste gelegenen Revillagigedo-Inseln auf Land. Der Schattenpfad erreichte dann das Festland und führt zunächst über die mexikanischen Bundesstaaten Sinaloa, Durango und Coahuila, bevor er in den USA mehrere Bundesstaaten überquerte, von Südwesten nach Nordosten führte er über Texas, Oklahoma, Arkansas, Missouri, Illinois, Kentucky, Indiana, Ohio, Pennsylvania, New York, Vermont, New Hampshire und Maine, sowie winzige Teile von Tennessee und Michigan. Im nordöstlichen Teil verlief der Schattenpfad zunächst teilweise auch über Kanada, die Provinzen Ontario und Québec und dann über New Brunswick, Prince Edward Island und die Insel Neufundland (Neufundland und Labrador). Östlich von Neufundland überquerte der Kernschatten nur noch den offenen Atlantik und verließ bei 20° 4′ westlicher Länge und 47° 39′ nördlicher Breite um 19h 54m UT die Erde wieder.
Im Totalitätsstreifen lagen die Touristenzentren Mazatlán an der mexikanischen Pazifikküste, die Niagarafälle an der Grenze zwischen USA und Kanada sowie Lake Placid in den Adirondack Mountains. Viele Metropolregionen befanden sich in der Totalitätszone, andere, wie San Antonio, Columbus, Cincinnati und Toronto teilweise oder nur knapp außerhalb. Der Streifen berührte den nordwestlichen Teil des mexikanischen Nationalparks Sierra de Órganos und durchquerte in Kanada die Nationalparks Kouchibouguac und Terra Nova.
Etwa 200 km westlich der texanischen Stadt Austin, am Ort Vanderpool im Bandera County, lag der Kreuzungspunkt zur Zentrallinie der ringförmigen Sonnenfinsternis vom 14. Oktober 2023, so dass hier im Abstand von weniger als 6 Monaten zwei zentrale Sonnenfinsternisse zu sehen waren.
Im südlichen Illinois lag der Ort Carbondale zum zweiten Mal innerhalb von sieben Jahren nahe der Zentrallinie einer totalen Sonnenfinsternis. Hier war bereits am 21. August 2017 eine Totalität von 2 Minuten und 38 Sekunden zu beobachten.

## Orte in der Totalitätszone
| Land        | Ort                                  | Dauer  | Uhrzeit (UT) | Bemerkung                                                                                 |
| ----------- | ------------------------------------ | ------ | ------------ | ----------------------------------------------------------------------------------------- |
| Mexiko      | Isla Socorro                         | 3m 18s | 17h 54m      | erster Kontakt mit Land                                                                   |
| Mexiko      | Mazatlán                             | 4m 18s | 18h 10m      | Übergang zum Festland                                                                     |
| Mexiko      | Durango                              | 3m 40s | 18h 14m      |                                                                                           |
| Mexiko      | Torreón                              | 4m 06s | 18h 19m      |                                                                                           |
| Mexiko      | Piedras Negras                       | 4m 24s | 18h 30m      | Grenze Mexiko / USA                                                                       |
| USA         | Vanderpool, Texas                    | 4m 26s | 18h 33m      | am Kreuzungspunkt zur Zentrallinie der ringförmigen Sonnenfinsternis vom 14. Oktober 2023 |
| USA         | Austin, Texas                        | 1m 41s | 18h 37m      | am südlichen Rand der Totalitätszone                                                      |
| USA         | Dallas, Texas                        | 3m 51s | 18h 42m      |                                                                                           |
| USA         | Little Rock, Arkansas                | 2m 17s | 18h 53m      |                                                                                           |
| USA         | Carbondale, Illinois                 | 4m 08s | 19h 01m      | nahe dem Kreuzungspunkt zur Zentrallinie der totalen Sonnenfinsternis vom 21. August 2017 |
| USA         | Indianapolis, Indiana                | 3m 50s | 19h 08m      |                                                                                           |
| USA         | Cleveland, Ohio                      | 3m 49s | 19h 16m      |                                                                                           |
| USA/ Kanada | Niagarafälle, New York/Ontario       | 3m 30s | 19h 20m      | Grenze USA / Kanada                                                                       |
| Kanada      | Montreal, Québec                     | 1m 26s | 19h 27m      | am nördlichen Rand der Totalitätszone                                                     |
| Kanada      | Fredericton, New Brunswick           | 2m 13s | 19h 35m      |                                                                                           |
| Kanada      | Terra-Nova-Nationalpark, Neufundland | 2m 55s | 19h 45m      | Übergang zum Nordatlantik                                                                 |